# Petra Magoni
Petra Magoni (Pisa, 28 luglio 1972) è un'attrice e cantante italiana.

## Biografia
Negli anni dell’infanzia comincia a cantare in un coro di voci bianche e per molti anni fa esperienza in gruppi vocali di vario genere.
Studia canto presso il Conservatorio di Livorno e l’Istituto Pontificio di Musica Sacra di Milano, perfezionandosi in musica antica con Alan Curtis.
Nel corso degli anni ha partecipato a seminari tenuti da Bobby McFerrin, Sheila Jordan (improvvisazione), Tran Quan Hay (canto armonico e difonico), King’s singers (ensemble vocale). Dopo alcune esperienze nel mondo della musica antica e operistica approda al rock nel gruppo pisano Senza freni, con il quale partecipa all’edizione 1995 di Arezzo Wave. Prende parte due volte al Festival di Sanremo, prima nel 1996 con la canzone E ci sei nella categoria Nuove proposte, poi tra i Campioni nel 1997 con il brano Voglio un dio.
Successivamente appare in numerose trasmissioni televisive (Tappeto volante, Aria fresca, Due come noi, Su le mani), partecipa alla tournée teatrale e a un film (Bagnomaria) di Giorgio Panariello, con il quale scrive e incide la canzone “Che natale sei”. Ha inciso due dischi a proprio nome (Petra Magoni, 1996 e Mulini a vento, 1997), uno sotto lo pseudonimo Sweet Anima, uscito nel gennaio 2000, contenente le canzoni scritte in inglese da Lucio Battisti e, come Aromatic insieme a Giampaolo Antoni, l’album elettro-pop Still Alive uscito nel novembre 2004. Negli anni 2002, 2003 e 2004 prende parte all’operina di Stefano Bollani e David Riondino “Cantata dei pastori immobili - Presepe vivente e cantante” con Paolo Benvegnù, Monica Demuru e Mauro Mengali, uscito con Baldini e Castoldi in libro più disco.
Nel 2003 incontra Ferruccio Spinetti, all’epoca contrabbassista della Piccola Orchestra Avion Travel, dando vita al progetto Musica Nuda: nel 2004 esce l’album Musica Nuda, che si è classificato al terzo posto al Premio Tenco 2004 nella categoria Interpreti. In sedici anni di attività concertistica, Musica Nuda ha ottenuto diversi riconoscimenti, tra i quali la Targa Tenco 2006 nella categoria interpreti.
Nel 2004 il duo Magoni-Spinetti si è aggiudicato il Premio “Progetto Speciale” al PIMI (Premio Italiano Musica Indipendente). Nello stesso anno insieme all’attrice e cantante Monica Demuru portano in scena lo spettacolo “AEDI - Sconcerto di canzoni ed epica”. Nel 2005 partecipano al concerto del Primo Maggio nel set della Grande Orchestra Avion Travel. Nel 2006 esce un doppio album dal titolo “Musica Nuda 2” che include diverse collaborazioni. Con questo disco vincono la targa Tenco nella categoria Interpreti, e nello stesso anno il premio “Miglior Tour” al M.E.I. Di Faenza. Ancora nel 2006 esce il DVD “Musica Nuda - Live a Paris”. Nel dicembre dello stesso anno esce “Quam Dilecta”, un disco di musica sacra cui segue un tour nelle chiese per il festival “Musica dei Cieli”.
Nel 2007 Petra con Monica Demuru, Ares Tavolazzi e Paolo Benvegnù incide l’album Cime Domestiche, un progetto sui canti della tradizione montana reinterpretati fuori dagli schemi abituali. Nello stesso anno 2007 esce il disco “Musica Nuda-Live a FIP”, registrato presso l’auditorium di Radio Fip – Radio France mentre nel giugno 2008 “Musica Nuda 55/21” per l'etichetta Blue Note. Petra e Ferruccio sono i protagonisti delle sigle iniziale e di coda della trasmissione culturale televisiva “Gargantua” condotta da Giovanna Zucconi.
Nel marzo 2009 Petra e Ferruccio aprono i concerti di Al Jarreau nel tour di quest’ultimo in Germania. Dal 2009 al 2011 Petra interpreta il ruolo della Regina della Notte nel “Flauto Magico secondo l’Orchestra di Piazza Vittorio”, una produzione RomaEuropa e Festival di Lyon, spettacolo che viene rappresentato nei maggiori teatri italiani ed esteri. Dal 2009 collabora con l’Orchestra di Piazza Vittorio. Nel dicembre 2010 sono invitati da Al Jarreau in persona a duettare con lui nella trasmissione “Concerto di Natale” in onda su Rai 2 la sera della Vigilia. Fra l’estate 2011 e l’autunno 2012 interpreta il ruolo del folletto Puck ne “Sogno di una notte di mezza estate” di Shakespeare con la regia di Gioele Dix.
Insieme a Pippo Delbono, Peppe Servillo e molti altri fa parte del cast del film Transeuropae Hotel di Luigi Cinque. Nel 2011 per la Blue Note esce il disco “Musica Nuda – Complici”. A dicembre 2012 è stata voce solista nel concerto “Christmas in Jazz” tenutosi al Teatro Ambra Jovinelli di Roma con la Big Band di Massimo Nunzi. A gennaio 2013 sempre per l’etichetta Blue Note esce il disco “Banda Larga” dove Musica Nuda, nell'occasione del decennale, è accompagnata da una orchestra arrangiata e diretta dal maestro Daniele Di Gregorio. Nell’ottobre 2013 debutta con Pippo Delbono nello spettacolo “Il Sangue” presso il Teatro Olimpico di Vicenza.
Nel marzo 2015 esce per l’etichetta Warner l'album “Musica Nuda - Little Wonder”, composto interamente di cover, che entra nella cinquina dei finalisti del Premio Tenco. Nell’estate 2016 Petra interpreta sul grande schermo il ruolo della Regina della Notte nel film “Il Flauto Magico secondo l’Orchestra di Piazza Vittorio”. Nel cast anche Fabrizio Bentivoglio e Violetta Zironi.
Il 27 gennaio 2017 esce, sempre per la Warner, l’album “Musica Nuda – Leggera” interamente composto da brani inediti. Nel corso degli anni Petra ha collaborato (sia dal vivo che su disco) con molti musicisti italiani e non: Stefano Bollani, Ares Tavolazzi, Al Jarreau, Bojan Z, Erik Truffaz, Paolo Benvegnu’, Antonello Salis, Nicola Stilo, i Tetes de Bois, Morgan, Jaques Higelin, Ginevra di Marco, Avion Travel, Les Anarchistes, Massimo Ranieri, Sanseverino, Fausto Mesolella, Monica Demuru, Andy, Massimo Nunzi, Gianluca Petrella, Dj Gruff, Francesco Bearzatti, Luca Aquino, InventaRio, Ivan Lins, Fabrizio Bosso, Marco Moreggia, Paolo Fresu, Paola Turci, Donatella Rettore.
Nel 2018 esce il disco live “Verso Sud” (Edel). “Verso Sud” è un viaggio nel sud musicale dell’Italia e del mondo in puro stile Musica Nuda e cioè ‘Istinto e ‘Libertà’ sia nello scegliere il repertorio sia nel modo di interpretarlo, con leggerezza ma mai senza rispetto. Si esibisce insieme a Ferruccio Spinetti alla Camera dei Deputati in occasione delle celebrazioni per il centenario dell’Aula di Montecitorio.

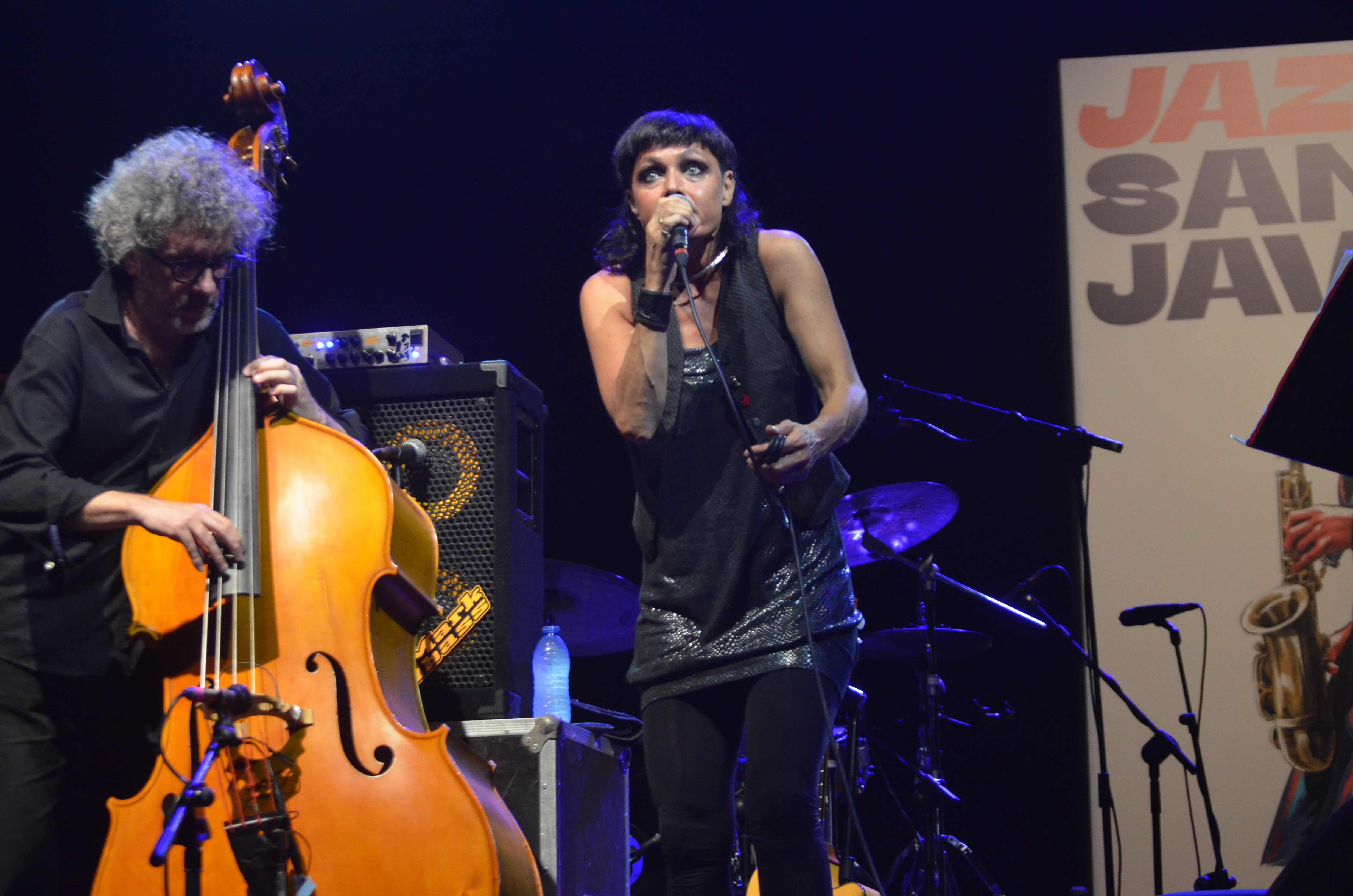
Petra Magoni al Concerto di Musica Nuda con Chano Dominguez, Jazz San Javier 2023

Nel 2020 collabora con Annalisa Minetti e Mario Biondi al progetto Nemico invisibile di cui il 20 aprile viene pubblicato il singolo Il nostro tempo; il ricavato viene devoluto ad Auser, associazione che, anche durante la pandemia di COVID-19 del 2019-2021 porta avanti iniziative di sostegno per le persone più fragili, sole e anziane.
Nel 2021 esce un nuovo album di cover, All of Us, in collaborazione con Ilaria Fantin che suona l'arciliuto. Si tratta di un viaggio eterogeneo nelle musiche di epoche, mondi e stili diversi, in cui Petra reinterpreta, con la sua solita eleganza e versatilità, pietre miliari della musica, come Nothing compares 2U, Feeling good, Smoke on the water, Ho visto Nina volare. Il progetto, come si può leggere nei crediti del cd, è stato masterizzato "utilizzando il sistema Signoricci interamente analogico e valvolare".

## Vita privata
Ha avuto una relazione con il musicista Stefano Bollani, con cui ha avuto due figli, Leone (nato nel 1999) e Frida (nata nel 2004).

## Discografia
- 1996 - E ci sei
- 1997 - Mulini a vento
- 1997 - Che Natale sei
- 2007 - Guarda che luna
- 2018 - Verso Sud
- 2021 - All of Us